# Distoneura ternura
Distoneura ternura är en fjärilsart som beskrevs av Paul Dognin 1900. Distoneura ternura ingår i släktet Distoneura och familjen mätare. Inga underarter finns listade i Catalogue of Life.